# Helmut Engelmann
Helmut Engelmann (* 1. Juli 1937 in Nürnberg) ist ein deutscher Altphilologe und Epigraphiker.

## Leben
Helmut Engelmann wurde 1963 mit der Dissertation Der griechische Alexanderroman: Rezension G, Buch 2 in Köln promoviert und arbeitete seitdem als Dozent an der dortigen Universität. Er spezialisierte sich in den folgenden Jahren auf die griechische Epigraphik und gab zahlreiche Inschrifteneditionen und -indizes zu Kleinasien im Rahmen der Reihe Inschriften griechischer Städte aus Kleinasien heraus. Nach seiner Ernennung zum Akademischen Oberrat 1972 wurde er 1973 Mitherausgeber der Zeitschrift für Papyrologie und Epigraphik. Später wurde er zum außerplanmäßigen Professor ernannt. Seit 2002 ist er im Ruhestand und lebt in Höhr-Grenzhausen.
Engelmann ist wirkliches Mitglied des Österreichischen Archäologischen Instituts.

## Schriften (Auswahl)
- Der griechische Alexanderroman. Rezension G. Buch 2.  Dissertation Köln 1963.
- Die delische Sarapisaretalogie. (= Beiträge zur Klassischen Philologie Heft 14). Hain, Meisenheim am Glan 1964.
- mit Reinhold Merkelbach: Die Inschriften von Erythrai und Klazomenai. Band 1 und 2 (= Inschriften griechischer Städte aus Kleinasien, Band 1–2), Habelt, Bonn 1972–1973.
- Die Inschriften von Kyme. (= Inschriften griechischer Städte aus Kleinasien, Band 5). Habelt, Bonn 1976.
- mit Dieter Knibbe und Reinhold Merkelbach: Die Inschriften von Ephesos. Teil 3 und 4 (= Inschriften griechischer Städte aus Kleinasien, Band 13–14), Habelt, Bonn 1980.
- Die Inschriften von Ephesos. Teil 8.1: Wortindex. (= Inschriften griechischer Städte aus Kleinasien, Band 17.3). Habelt, Bonn 1984.
- mit Dieter Knibbe: Das Zollgesetz der Provinz Asia. Habelt, Bonn 1989.
- mit Boris Dreyer: Die Inschriften von Metropolis. Teil 1: Städtische Politik unter den Attaliden und im Konflikt zwischen Aristonikos und Rom. Die Inschriften für Apollonios von Metropolis. (= Inschriften griechischer Städte aus Kleinasien, Band 63). Habelt, Bonn 2003.